# Cancionero de Stúñiga
El Cancionero de Stúñiga recoge poesías líricas cancioneriles. Se conserva en tres manuscritos: el de la Biblioteca Nacional de España, el de la Biblioteca Casanatense de Roma y el de la Biblioteca Marciana de Venecia.
Es llamado así por Lope de Stúñiga, el autor de la primera canción. El cancionero es la producción poética de la corte de Alfonso V de Aragón, que al conquistar Nápoles (1443) creó en su entorno una corte con poetas castellanos y aragoneses influidos por el Quattrocento italiano. Fue recopilado en la corte de Nápoles entre 1460 y 1463.
Posee algunas singularidades, como la de incluir algunos romances. Entre los autores que pueden encontrarse en este cancionero están Lope de Stúñiga, Carvajal o Carvajales, Pedro de Torrellas, Mosén Juan de Villalpando, Juan Dueñas, Diego de Valera, Juan de Andújar, Juan de Valladolid o Juan Poeta, Pedro Manuel de Urrea, Juan de Moncayo, Juan de Tapia, Conde Castro y Suero de Ribera.
Este cancionero se relaciona con otro, el de la Biblioteca Casanatense de Roma, ya que este repite en su primera parte el de Stúñiga.